# Ikimap
ikiMap es una red social orientada a compartir mapas y cartografía en internet.
Creado a modo de mashup esta herramienta permite crear mapas para compartirlos con el resto de usuarios. Soporta la importación de diversos formatos de archivo (KML, KMZ, GPX) así como el dibujo directo sobre cartografía base (Google Maps, OpenStreetMap, Metacarta).

## Tecnología
El servicio se basa principalmente en Software Libre como OpenLayers, MapServer y PostGIS